# Medicosma heterophylla
Medicosma heterophylla är en vinruteväxtart som beskrevs av Thomas Gordon Hartley. Medicosma heterophylla ingår i släktet Medicosma och familjen vinruteväxter. Inga underarter finns listade i Catalogue of Life.